# Kyle Busch
Kyle Thomas Busch (Las Vegas, 2 maggio 1985) è un pilota automobilistico statunitense, attualmente corre a tempo pieno nella NASCAR categoria Sprint Cup Series (vincendo il titolo nel 2015 e nel 2019) e sporadicamente nelle categorie  Xfinity Series e  Truck Series.

## Biografia
Fratello minore del campione Sprint Cup 2004 Kurt Busch, Kyle si è sempre fatto valere nelle piste grazie ad uno stile di guida aggressivo e portato al dominio sulla pista sin dalle primissime fasi di gara. Ciò ha generato non poche antipatie tra fan e colleghi, i quali criticano il suo stile di guida, considerandolo troppo pericoloso. I casi più eclatanti sono avvenuti durante la stagione 2011: nella prima occasione, durante la gara di Darlington, cambiò improvvisamente traiettoria cozzando contro l'auto di Kevin Harvick, che andò in testacoda fortunatamente senza sbattere sui muretti di protezione. Nella seconda, durante una gara della Truck Series, tentando un sorpasso sul contendente al titolo Ron Hornaday, andò a contatto proprio con quest'ultimo ed entrambi andarono a sbattere sul muro, ritirandosi. Quest'ultima bravata non solo costò a Hornaday il titolo Truck Series, ma Kyle Busch fu sospeso per due settimane da qualsiasi competizione NASCAR, e fu di conseguenza tagliato fuori dalla corsa al titolo Sprint Cup Series.
È anche noto per il suo atteggiamento eccentrico, che spesso rasenta la spavalderia. Tra i suoi sostenitori, comunque, gli viene riconosciuto un innato coraggio, che in NASCAR è una qualità che viene riservata quasi sempre ai piloti migliori.
Attualmente, guida la Chevrolet Camaro #8 per il team Richard Childress Racing nella Nascar Cup Series. Spesso, inoltre, corre anche per il suo stesso team, Kyle Busch Motorsports, nella NASCAR Truck Series.
Busch ha lasciato il team Joe Gibbs Racing a fine 2022 a causa del mancato rinnovo dovuto al ritiro della M&M's dalla Nascar come sponsor. Con il team Joe Gibbs Racing ha vinto la Nationwide Series nel 2009 e la Sprint Cup Series nel 2015 e nel 2019.
È il terzo pilota nella storia (il solo in attività) ad aver raggiunto il traguardo delle 100 vittorie in carriera, dopo Richard Petty e David Pearson. Tuttavia, Busch ha ottenuto cento vittorie complessive in tutte le tre serie NASCAR, mentre Petty e Pearson le hanno ottenute tutte nella Sprint Cup (per la precisione, Petty ne ha ottenute 200 e Pearson 105).
Il suo soprannome è "Rowdy", un soprannome che si porta dietro da quando, agli inizi di carriera, corse nella Truck Series con un pick-up avente lo stesso numero, la stessa livrea e lo stesso sponsor di uno dei protagonisti del film "Giorni di Tuono", cioè Rowdy Burns. In una intervista Kyle Busch ha rivelato che quel pick-up era proprio un tributo a Rowdy Burns.

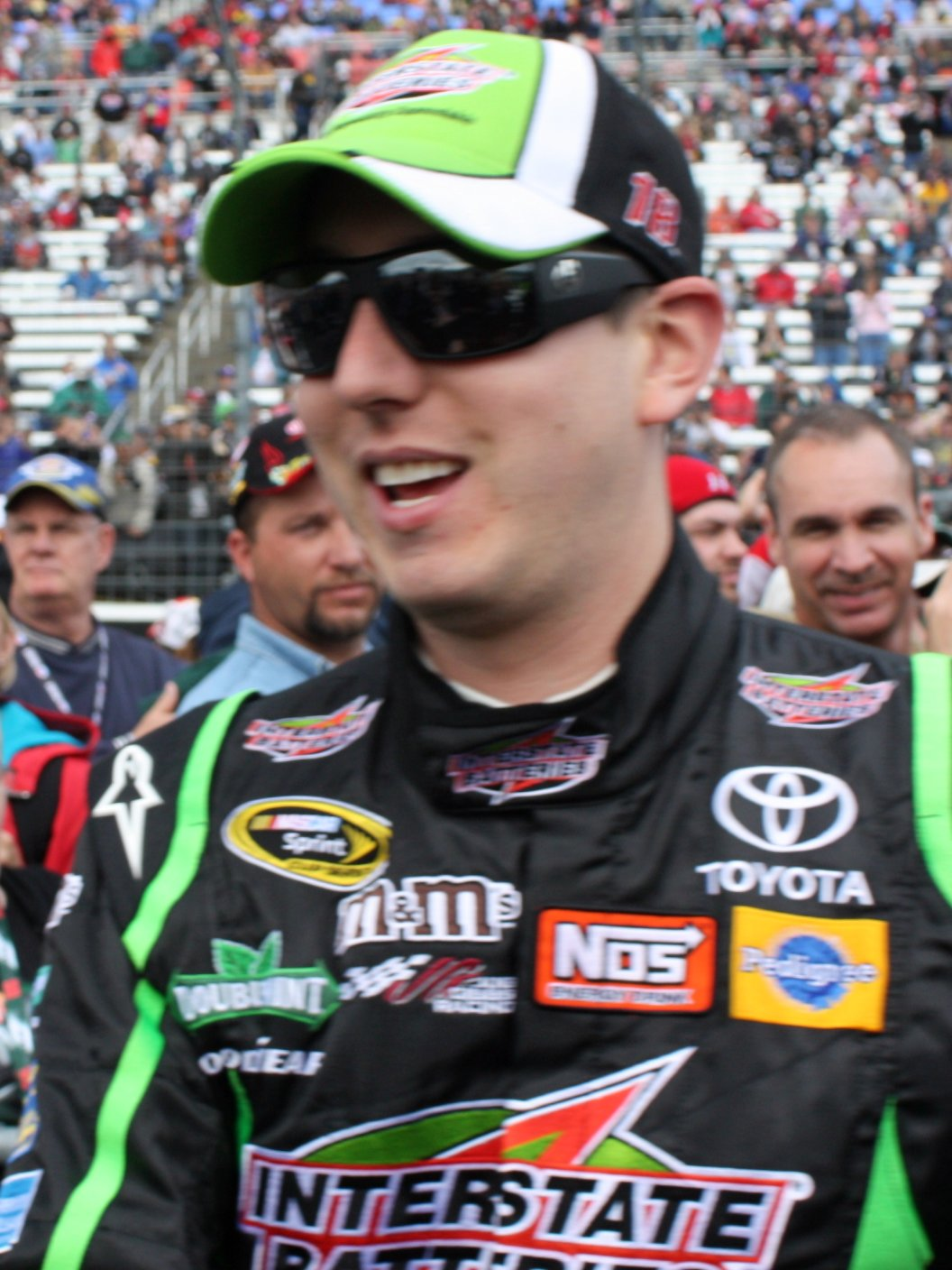
Kyle Busch nel 2010
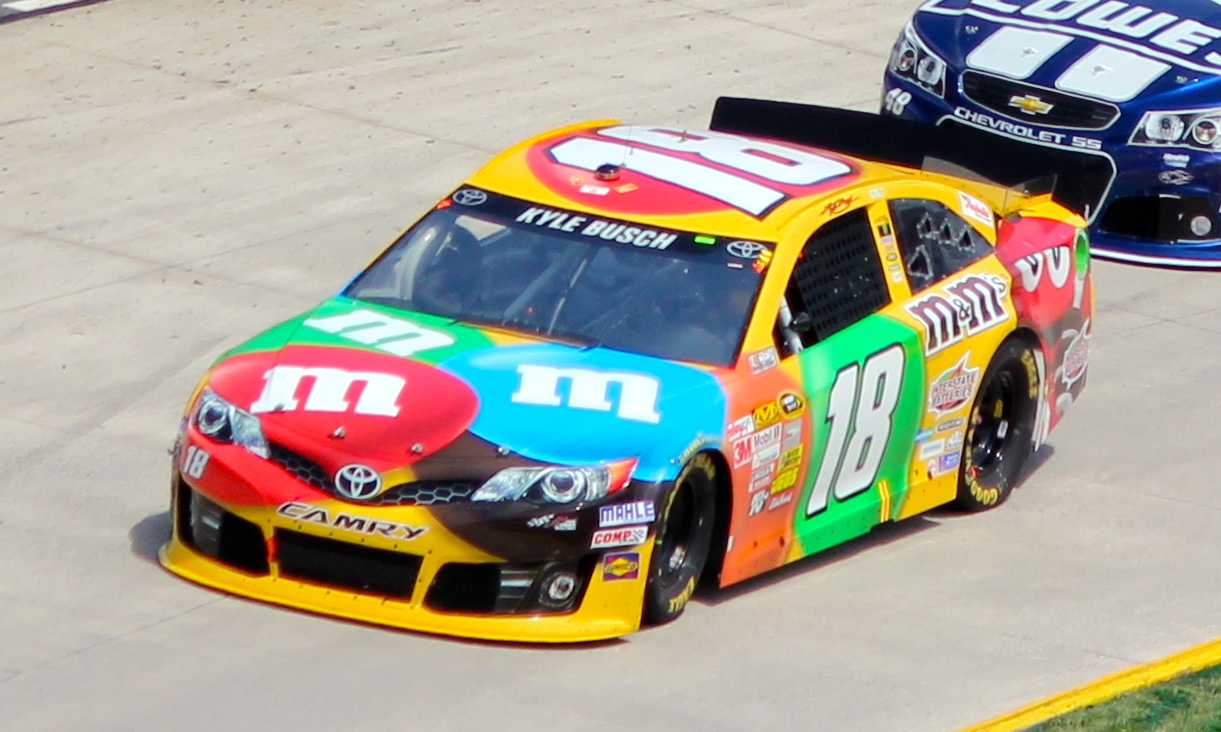
Kyle Busch a Martinsville
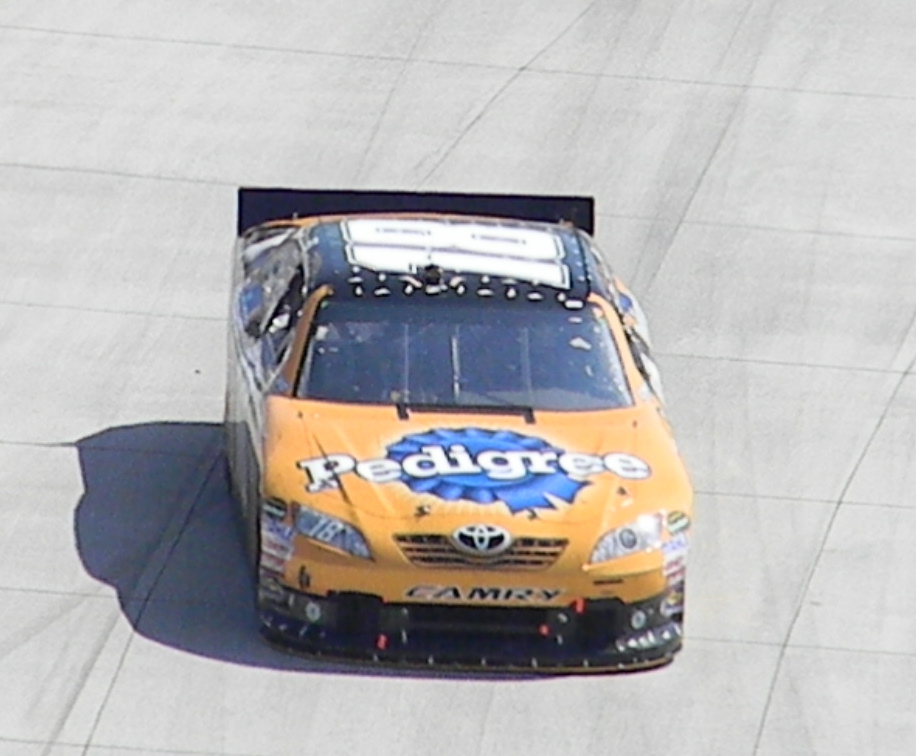
Kyle Busch nel 2011

## Risultati

### Daytona 500
| 2005                                          | Hendrick Motorsports     | Chevrolet | 19   | 38   |
| 2006                                          | Hendrick Motorsports     | Chevrolet | 4    | 23   |
| 2007                                          | Hendrick Motorsports     | Chevrolet | 8    | 24   |
| 2008                                          | Joe Gibbs Racing         | Toyota    | 24   | 4*   |
| 2009                                          | Joe Gibbs Racing         | Toyota    | 4    | 41*  |
| 2010                                          | Joe Gibbs Racing         | Toyota    | 7    | 14   |
| 2011                                          | Joe Gibbs Racing         | Toyota    | 10   | 8    |
| 2012                                          | Joe Gibbs Racing         | Toyota    | 14   | 17   |
| 2013                                          | Joe Gibbs Racing         | Toyota    | 4    | 34   |
| 2014                                          | Joe Gibbs Racing         | Toyota    | 37   | 19   |
| 2015                                          | Joe Gibbs Racing         | Toyota    | INQ† | INQ† |
| 2016                                          | Joe Gibbs Racing         | Toyota    | 4    | 3    |
| 2017                                          | Joe Gibbs Racing         | Toyota    | 21   | 38   |
| 2018                                          | Joe Gibbs Racing         | Toyota    | 12   | 25   |
| 2019                                          | Joe Gibbs Racing         | Toyota    | 31   | 2    |
| 2020                                          | Joe Gibbs Racing         | Toyota    | 28   | 34   |
| 2021                                          | Joe Gibbs Racing         | Toyota    | 10   | 14   |
| 2022                                          | Joe Gibbs Racing         | Toyota    | 10   | 6    |
| 2023                                          | Richard Childress Racing | Chevrolet | 36   | 19   |
| † – Qualificato ma sostituito da Matt Crafton |                          |           |      |      |

## Palmarès
NASCAR Sprint Cup Series
- 2 volte  nella NASCAR Sprint Cup Series (2015, 2019)

WWE
- WWE 24/7 Championship (1)